# Colin Thibert
Pierre Colin-Thibert (ur. 29 stycznia 1951) – francuski pisarz i scenarzysta. Autor kryminałów i książek dla młodzieży.

## Wybrane scenariusze filmowe

### Seriale animowane
- 1985: Szagma albo zaginione światy
- 1989: Ekoludki i Śmiecioroby
- 2001: Ekstremalne kaczory

### Seriale telewizyjne
- 1985: Maguy

## Książki
- Noël au balcon
- Royal cambouis
- Nébuleuse.org
- Vitrage à la corde
- Le Festin d'Alice
- Une journée de merde
- Samien, le voyage vers l'Outremonde

## Nagrody
- 2003: Nagroda Atramentowa Krew (Prix Sang d'Encre) za powieść Nébuleuse.org